# Pyongyang
Pyongyang (평양 / 平壤) er hovedstad i Nordkorea, grundlag 1122 f.v.t. Byen ligger ved Taedongfloden. Det officielle indbyggertal kendes ikke, men det blev opgivet til 2.741.260 i 1993, mens det i 2002 og 2003 blev opgivet til hhv. 2,5 og 3,8 million af Chosen Soren, en pro-nordkoreansk organisation. Seneste folketælling fra 2008 angiver et indbyggertal på 3.255.388, fordelt på 813.957 husstande. 

## Administrativ inddeling
Pyongyang er opdelt i 19 distrikter (gu) og et amt (kun).
I 2010 blev de tre amter Kangnam, Chunghwa og Sangwŏn, samt Sŭngho-guyŏk flyttet til Nord-Hwanghae, i et forsøg på at forbedre fødevaresituationen i Pyongyang.
| - Chung-guyŏk (중구역; 中區域) - P'yŏngch'ŏn-guyŏk (평천구역; 平川區域) - Pot'onggang-guyŏk (보통강구역; 普通江區域) - Moranbong-guyŏk (모란봉구역; 牡丹峰區域) - Sŏsŏng-guyŏk (서성구역; 西城區域) - Sŏn'gyo-guyŏk (선교구역; 船橋區域) - Tongdaewŏn-guyŏk (동대원구역; 東大院區域) - Taedonggang-guyŏk (대동강구역; 大同江區域) - Sadong-guyŏk (사동구역; 寺洞區域) - Taesŏng-guyŏk (대성구역; 大城區域) | - Man'gyŏngdae-guyŏk (만경대구역; 萬景台區域) - Hyŏngjesan-guyŏk (형제산구역; 兄弟山區域) - Ryongsŏng-guyŏk (룡성구역; 龍城區域) - Samsŏk-guyŏk (삼석구역; 三石區域) - Ryŏkp'o-guyŏk (력포구역; 力浦區域) - Rakrang-guyŏk (락랑구역; 樂浪區域) - Sunan-guyŏk (순안구역; 順安區域) - Ŭnjŏng-guyŏk (은정구역; 恩情區域) - Kangdong-gun (강동군; 江東郡) |

## Infrastruktur
Pyongyang har, efter nordkoreanske forhold, en veludviklet infrastruktur omfattende busser, s-tog og metro. Der er meget god plads på vejene i Pyongyang, da de færreste nordkoreanere har råd til egen bil. Det er således kun højtrangerede medlemmer af henholdsvis arbejderpartiet og militæret, der ses kørende på vejene. Ifølge kilder er der i Nordkorea i alt mellem 20.000 – 25.000 biler, altså ca. én bil pr. 1.000 nordkoreanere.
Pyongyang anvender som et af meget få lande i verden stadig ingen lyskurve men derimod kvindelige politibetjente, der dirigerer den (manglende) trafik i hovedstaden.
Pyongyangs metrosystem består af to linjer, en ca. 9 km nord–sydgående strækning fra stationen ”Pulgunbyol” i nord til ”Puhung” i syd og en ca. 9 km øst-vestlig strækning fra ”Samhung” i øst til ”Kwangbok” i vest. Metrostationerne er rigt udsmykkede med propagandistisk kunst og hyldester til hhv. 
"Den Store Leder" Kim Il Sung og 
"Den Kære Leder" Kim Jong-il. 
Metroen er som udgangspunkt ikke direkte tilgængelig for turister, ligesom lokale brugere som oftest bruger andre former for transport gennem byen grundet metroens uregelmæssige drift. Metroen menes ligeledes at fungere som sikkerhedsbunker for indbyggerne i Pyongyang i tilfælde af et udefra kommende angreb.

## Kultur og seværdigheder

### Teater
Blandt de mange teaterbygninger i byen skal nævnes den store opera i skæringspunktet mellem Sungni og Yonggwanggata med plads til 2.200 mennesker og plads til op til 700 aktører. Programmet er på koreansk, og operaforestillingerne kan vare fra tre til fire timer.
Nordøst for byen nær Rungnabrua ligger et andet af byens operahuse, East Pyongyang Grand Theatre, der kan rumme koncerter og kunstneriske forestillinger. Denne opera har plads til henmod 3600 personer. Mora Bong Theater er placeret på Chollimastatuen og var plads for den første folkeforsamling i Nordkorea i 1948.

### Film
Pyongyang er hovedbyen for Nordkoreas filmproduktion og lægger hvert andet år vært til Pyongyang International Film Festival.

### Museer og kunstgallerier
En af de mest berømte museer i Pyongyang er det historiske museum. Ved hjælp af 19 tableauer vises den koreanske historie fra stenalderen til den japanske besættelse. Mellem dem er en kopi af en trykt bog, fra inden Johannes Gutenberg (1400-1468) havde udviklet den "moderne trykpresse."
I nærheden af det historiske museum finder man det koreanske kunstgalleri, der åbnede i 1954 og har et udstillingsareal på 11.000 m², og som viser såvel klassis og moderne kunst som partitro kunst, malerier og skulpturer. Ved siden af ligger Folkets Museum, som viser folkekunst og kultur.
Ved Taedongelva ligger "USS Pueblo" fortøjet. Det er et skib, der tilhørte den amerikanske flåde. Skibet blev fanget af den nordkreansk flåde i 1968, som hævdede, at det var et spionskib. Besætningen blev frigivet det efterfølgende år, men skibet blev tilbageholdt og senere gjort til et museum.

### Bygninger
Byen bærer præg af at være genopbygget efter flere krige, men først og fremmest efter omfattende skader under Koreakrigen. Den moderne by har store parkområder og brede veje med enorme boligkomplekser rundt omkring. Blandt seværdighederne er den første bymur, som er stammer fra 100-tallet f.Kr, samt et buddihstisk tempel.

#### Kumsusan mindeplads
Kŭmsusan-mindepladsen (også kaldet Kumsusan-mausoleet eller Kim Il-sung-mausoleet) er et palads, som ligger i den nordøstlige ende af byen. Bygningen var tidligere den nordkoreanske statsoverhoveds residens, men efter at Kim Il-sung døde i 1994, fik hans søn og arvtager, Kim Jong-il, bygningen ombygget til sin fars sidste hvilested. Inde i paladset ligget Kims balsamerede krop i en sarkofag med et glaslåg på. Hans krop er dækket af det nordkoreanske flag.
Der er kun åbent for besøgende udlændinge om torsdagen og søndagen, og det kræver et på forhånd aftalt gruppebesøg. Fotografering, videooptagelse, rygning og snak er forbudt inde i paladset.

#### Genforeningsbuen
Genforeningsbuen er et monument rejst i 2001, bestående af to koreanske kvinder klædt i traditionelle folkedragter, som holder det genforende Korea op i luften. Buen går over Genforeningsmotorvejen, som går fra Pyongyang til Panmunjom ved den koreansk-koreanske grænse og den 38. bredegrad.

#### Kim Il-sung-pladsen
Kim Il-sung-pladsen er en stor plads i byen. Pladsen fik sit navn efter landets første leder, Kim Il-sung. Den ligger på østbredden af Taedongelva over for Juchetårnet.
Pladsen benyttes til militærparader og andre opvisninger. 
Pladsen er den 16. største af sin slags i verden, med et areal på 75 000 m².
Ved siden af ligger Folkets store studiehus.

#### Folkets store studiehus
Folkets store studiehus er Nordkoreas største bibliotek, det blev åbnet den 1. april 1982 efter to års byggearbejde. Bygningen er opført i traditionel moderne arkitektur og huser også studiepladser og administration for fjernundervisning. Grundarealet er på 100.000 m² og officielle tal siger, at bibliotektet har en bogsamling på 30 millioner bøger.
Bygningen indeholder 600 rum med læsesale, arkiv og boghylderum, kartotek, sproglaboratorium og datarum. Bygningen bruges daglige af 12.000 besøgende.

#### Juche Tårnet
På den østlige bred af Taedongelvas ligger Juchetårnet, bygget til Kim Il-Sung 70 års fødselsdag i 1982. Tårnet ligner en rød flamme på toppen af en hylde. En elevator fører op til en 360-graders udsigtsplatform på toppen af hylden.
Nord for tårnet er en 1:30 meter høj statue af cirklen fotsynet med hammer, segl og spidsen af en pensel, de holdes op af tre hænder. Monumentet fejrer etableringen af partiet og de tre klasser, som partiet består af: bønder, arbejdere og intellektuelle.

#### Hoteller
Ryugyong Hotel er med sine 105 etager og 330 meter verdens højeste hotel og tillige verdens 7. højeste bygning. Byggeriet af hotellet blev påbegyndt i 1987 og skulle efter planen have været færdigbygget i 1992, men finansielle probleme førte til, at bygningsstrukturen frem til 2011 stod ufærdigt. I løbet af 2012 forventes hotellet at kunne tages i brug, 25 år efter byggeriets start. På grund af sin højde kan bygningen ses fra hele byen. Af nuværende turisthoteller kan Yanggakdo Hotel og Koryo Hotel nævnes.

## Demografi
De officielle befolkningstal kendes ikke, men tal fra 1993 viste 2,741,260 indbyggere. I 2002 og 2003, viser tal fra den pro-nordkoreanske organisation i Japan Chongryon rapporter, at der var mellem 2,5 og 3,8 millioner indbyggere i byen.
Den gennemsnitlige forventede levealder for mænd er 68 år og for kvinder 74 år. De sidste års hungersnød og forringede sundhedssystem har reduceret den forventede levealder betydeligt.
Pyongyang har en meget homogen befolkning, kun et meget begrænset antal af udlændinge opholder sig permanent i byen. Stærke medvirkende dertil er regeringens isolationspolitik over for omverdenen.

### Indbyggertal
| År   | Indbyggere |
| ---- | ---------- |
| 1890 | 40 000     |
| 1906 | 43 000     |
| 1911 | 36 800     |
| 1920 | 58 600     |
| 1922 | 86 500     |
| 1924 | 102 700    |
| 1929 | 120 000    |
| 1932 | 144 200    |
| 1935 | 182 100    |
| 1938 | 234 700    |
| 1940 | 286 000    |

| År   | Indbyggere |
| ---- | ---------- |
| 1944 | 388 000    |
| 1962 | 653 000    |
| 1965 | 800 000    |
| 1967 | 840 000    |
| 1970 | 940 000    |
| 1978 | 1 250 000  |
| 1981 | 1 283 000  |
| 1986 | 1 300 000  |
| 1993 | 2 354 898  |
| 2002 | 2 724 700  |
| 2007 | 3 059 678  |
| 2008 | 3 255 388  |

## Galleri
- Pyongyang Station i 1920'erne
- Billede af Pyongyang i 1920'erne.
- Billede af Moran Hill on Spring i 1920'erne.
- Billede af Moran Hill i 1920'erne.
- Genforeningsbuen
- Arch of Reunification, a monument to the goal of a reunified Korea
- Rungrado May Day Stadium
- Kumsusan mindeplads
- Tomb of King Dongmyeong
- Ryugyŏng Hotel
- Monument til minde om grundlæggelsen af Koreas Arbejderparti
- En typisk gade i Pyongyang.
- Metroen i Pyongyang.

## Kendte personer fra Pyongyang
- Ahn Eak-tai, komponist
- Hwang Jang-yop, politiker
- Kim Il-sung, politiker
- Pak Doo-ik, tidliger fodboldspiller.
- Youn Shim-deok (1897-1926) kvindelig sanger

## Venskabsbyer
- Jakarta, Indonesien
- Kathmandu, Nepal[5]
- Moskva, Rusland
- Tianjin, Kina[6]